# Mgła (film 2011)
Mgła – polski film dokumentalny z 2011 roku zrealizowany przez Marię Dłużewską i Joannę Lichocką, wyprodukowany przez tygodnik „Gazeta Polska”. Opowiada o przygotowaniach do wizyty prezydenta Lecha Kaczyńskiego w Katyniu, katastrofie polskiego Tu-154 w Smoleńsku i wydarzeniach do czasu pogrzebu pary prezydenckiej z perspektywy sześciu ówczesnych urzędników Kancelarii Prezydenta (Andrzej Duda, Adam Kwiatkowski, Jakub Opara, Jacek Sasin, Marcin Wierzchowski, Paweł Zołoteńki).
Wstęp muzyczny i motyw przewodni do filmu stanowi utwór religijny „Suplikacje, Święty Boże” zaaranżowany przez Michała Skarżyńskiego i wykonany przez Andrzeja Dziubka z grupy De Press.
Premiera filmu odbyła się 3 stycznia 2011 w kinie Kultura na Krakowskim Przedmieściu w Warszawie z udziałem m.in. części rodzin ofiar katastrofy, polityków i dziennikarzy. Film był rozpowszechniany jako dodatek do nru 1 (909) „Gazety Polskiej” z dnia 5 stycznia 2011 roku, w nakładzie 141.000 egzemplarzy (format VCD) oraz jako dodatek do nru 1 (59) „Nowego Państwa w nakładzie 30 000 egzemplarzy.
20 stycznia 2011 na wniosek klubu parlamentarnego Prawa i Sprawiedliwości odbył się pokaz filmu w budynkach sejmowych. Organizowano pokazy filmu w kraju oraz za granicą. Film pokazywano m.in. w Instytucie Piłsudskiego w Nowym Jorku (na pokazie tym obecna była konsul generalna RP Ewa Junczyk-Ziomecka), w Brukseli, Londynie, Wiedniu i Sydney. 9 kwietnia 2011 pokaz filmu w swojej siedzibie w Mińsku zorganizował Białoruski Front Ludowy.
Pełny zapis rozmów przeprowadzonych z urzędnikami w trakcie prac nad filmem opublikowano w książce o tym samym co film tytule. Oprócz nich książka zawiera fotokopie korespondencji w sprawie organizacji wizyty prezydenta w Smoleńsku, prowadzonej przez Kancelarię Prezydenta z Ministerstwem Spraw Zagranicznych i Kancelarią Prezesa Rady Ministrów.